# James M. Roe
Pour les articles homonymes, voir Roe.
James M. Roe (né en 1943) est un astronome amateur américain qui a résidé à Oaxaca de Juárez au Mexique de 1995 à 2003. Il vit actuellement dans le comté de Saint Charles (une banlieue de Saint Louis dans le Missouri) où il est le fondateur et le directeur de Alliance for Astronomy, Inc., une société sans but lucratif œuvrant à la création d'un centre d'astronomie dans le comté de Saint Charles.
Il est le seul découvreur d'astéroïdes actuellement comptabilisé pour le Mexique. D'après le Centre des planètes mineures, il a découvert 102 astéroïdes entre 1998 et 2002.

## Référence
1. ↑  (en) « Liste alphabétique des découvreurs d'astéroïdes », IAU Minor Planet Center (consulté le 5 décembre 2022)